# Шевченка (Каховський район)
Шевче́нко — село в Україні, у Хрестівській сільській громаді Каховського району Херсонської області.
Населення становить 855 осіб. Колишній центр Шевченківської сільської ради. 24 лютого 2022 року село тимчасово окуповане російськими військами під час російсько-української війни.

## Населення
Згідно з переписом УРСР 1989 року чисельність наявного населення села становила 877 осіб, з яких 416 чоловіків та 461 жінка.
За переписом населення України 2001 року в селі мешкало 855 осіб.

### Мова
Розподіл населення за рідною мовою за даними перепису 2001 року:
| Мова       | Відсоток |
| ---------- | -------- |
| українська | 97,78 %  |
| російська  | 2,22 %   |